# Gare de Tincques
Gare de Tincques vasútállomás Franciaországban, Tincques településen.

## Vasútvonalak
Az állomást az alábbi vasútvonalak érintik:
- Arras-Saint-Pol-sur-Ternoise-vasútvonal

## Kapcsolódó állomások
A vasútállomáshoz az alábbi állomások vannak a legközelebb:
- Gare de Savy-Berlette
- Gare de Saint-Pol-sur-Ternoise